# 콕셋
콕셋(영어: cogset)은 자전거 뒷 바퀴 허브에 끼우는 사슬 톱니 뭉치를 말한다.
콕셋은 뒷 변속기와 함께 자전거를 구동하는 장치로, 자전거 타는 사람에게 다양한 기어비를 제공한다. 콕셋은 카세트와 프리휠 방식으로 크게 두종류로 나뉜다.

## 용어
콕셋은 톱니를 뜻하는 콕(영어: cog)이 모인 집합체(영어: set 셋[*])라는 뜻으로 자전거 뒷바퀴 허브에 끼우는 사슬 톱니 뭉치를 말하는 영어다.

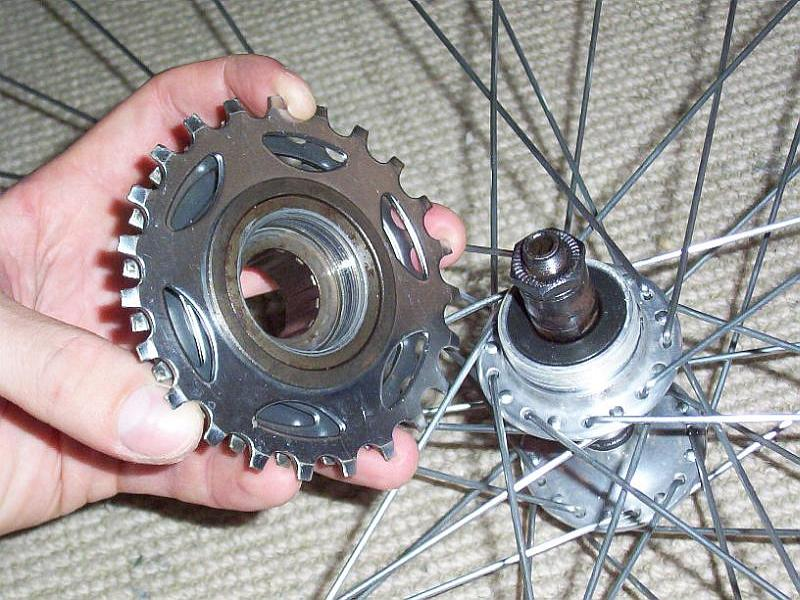
프리휠과 프리휠 허브

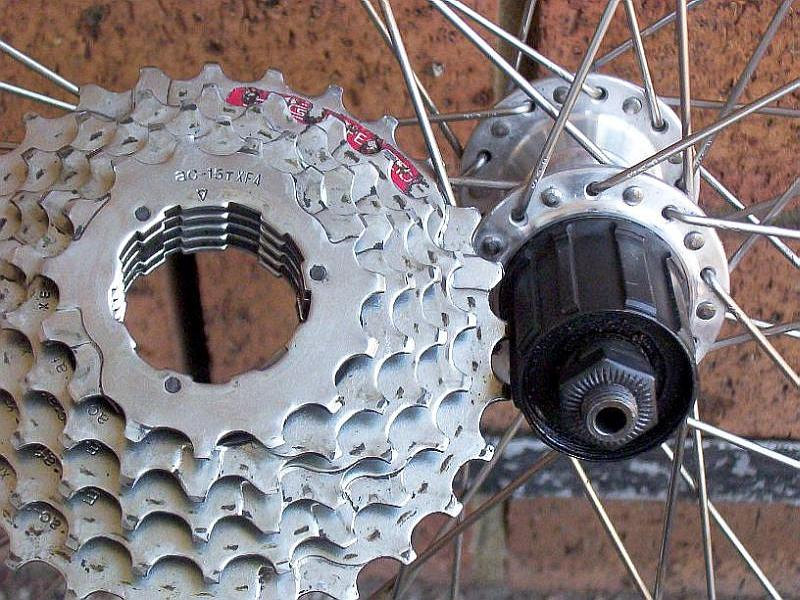
시마노 카세트와 프리허브

## 프리휠 방식
프리휠 방식은 한개 혹은 여러개의 사슬 톱니 뭉치(영어: cluster 클러스터[*])로 내부에 래칫 구조를 갖고 있어서 허브 홈에 끼워 설치한다. 뒷 허브 홈은 프랑스 식과 영국 식으로 크게 나뉘어 제조회사에 따라 달라 서로 맞추어 조립해야 한다.
사슬 톱니가 많아지면 변속할 때 내부에 설치된 구동 베어링에 휨응력이 크게 작용하여 축이 구부러지거나 휘기 쉬운 단점이 있다. 1980년대 까지는 고급 자전거에도 많이 쓰였으나, 최근에는 고정기어 자전거, BMX나 뒷 사슬 톱니가 7단 이하가 대부분인 생활형 자전거에 주로 쓰인다.

## 카세트 방식
프리허브라 부르는 라쳇을 내장한 허브 축에 사슬 톱니를 스플라인 홈에 맞추어 조립한다. 카세트의 사슬 톱니는 3개의 작은 나사로 조립되어 있으나, 나사는 톱니 간격을 유지하는 역할만 하므로 쉽게 낱장으로 떼내어 수리하거나 교환할 수 있다. 
1970년대 말에 나타난 방식으로, 구동 축의 베어링이 뼈대와 가까워 뒷 축에 작용하는 응력을 줄일 수 있으므로, 현대에는 거의 모든 고급 자전거가 채택하고 있다. 

## 같이 보기
- 자전거 타기
- 사슬 톱니